# Juan Bautista Azopardo
Juan Bautista Azopardo (Senglia, Malte, le 20 février 1772 - Buenos Aires, 23 octobre 1847) est un militaire et corsaire maltais qui a lutté au service des Pays-Bas, de l’Espagne et surtout des Provinces-Unies du Río de la Plata, l’actuelle Argentine.  

## Ses débuts
Très jeune, il fait des études sur la construction navale à l’arsenal de Toulon. Il arrive au Río de la Plata pendant les premières années du XIXe siècle. Azopardo navigue comme corsaire avec des lettres de marque des Pays-Bas et de l’Espagne, toujours contre l’Angleterre. Pendant la guerre entre les Pays-Bas et l’Angleterre il sert sur la goëlette The Hoop et il prend part à la capture de la frégate anglaise HMS Neptune. Avec cette prise, il arrive au port de Montevideo le 21 janvier 1804. La Neptune était alors chargée de 256 esclaves et le capitaine de prise était le français Hipólito Mordeille (es), corsaire avec des lettres de marque de Montevideo. Mordeille était aussi le commandant de la frégate “Dromedario” et Azopardo y était son second.

## Invasions britanniques (1806 - 1807)
Pendant la première invasion britannique à Buenos Aires  (1806), une partie des troupes pour la reconquête de la ville est transportée sur cette frégate “Dromedario”. Peu après, toujours sur la “Dromedario”, Azopardo et Mordeille donnent, avec d’autres forces, l’assaut final au fort de Buenos Aires, le dernier bastion du chef anglais, le général  William Carr Beresford.
Pendant la seconde invasion britannique  (1807), Azopardo transporte l’artillerie pour défendre la ville vers Buenos Aires depuis Olivos, par le Rio Paraná. 
Pour sa valeur et sa résolution il est nommé par le gouvernement espagnol lieutenant-colonel des Milices Urbaines, groupes de créoles et d'immigrés d'origines diverses qui s'étaient armés et organisés militairement. Le 17 novembre 1807, le vice-roi Santiago de Liniers signe à Buenos Aires la lettre de marque pour Azopardo et la goélette Mosca de Buenos Aires (Mouche de Buenos Aires).  Cette lettre patente terminée en 1808, Azopardo quitte son activité comme corsaire.

## Guerre d’indépendance de l’Argentine
Azopardo rallie les forces créoles révolutionnaires de 1810, et reçoit à nouveau le grade militaire[Lequel ?] dont le vice-roi espagnol l’avait dépourvu.
Après l’issue négative de la campagne du Paraguay, Manuel Belgrano doit demander des renforts à Buenos Aires pour maintenir sa position dans cette région mais la Première Junte ne peut pas les faire passer à travers la province d'Entre Ríos, les rivières étant dominées par une flottille espagnole. Vers la fin de 1810 la Junte de gouvernement met sous le commandement du lieutenant-colonel Azopardo la première escadrille de la marine argentine, formée de trois navires dont la mission est de protéger l’expédition de renfort pour Manuel Belgrano.
Les navires de cette petite force sont la goélette Invencible (Azopardo), le brigantin 25 de Mayo (le français citoyen argentin Hipólito Bouchard, capitaine en second)  et le brick Americana (le français Ange Hubac). Le 2 mars 1811, au combat de San Nicolás de los Arroyos, Azopardo est contraint d'affronter une escadrille espagnole plus forte en navires et en bouches de feu et il est sérieusement blessé et fait prisonnier. Sans renforts, Belgrano sera obligé de signer un accord pour abandonner le Paraguay. 

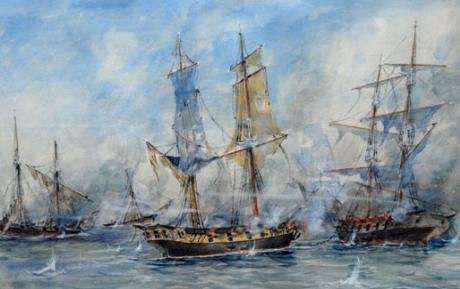
Le combat de San Nicolás de los Arroyos

Prisonnier des espagnols, Azopardo est incarcéré à Ceuta, où il partage la prison avec l’inca  Túpac Amaru. La révolution espagnole de Riego (1820) qui conduit les libéraux espagnols au pouvoir, décidant la libération des détenus politiques américains, il sort de prison.

## Guerre de la Bande orientale contre l’empire du Brésil
Retourné  à Buenos Aires, on lui donna le commandement du brigantin General Belgrano, comme second de l’amiral Guillermo Brown, pour affronter la flotte de l'empereur Pierre I du Brésil qui avait déclaré la guerre à l’Argentine à la fin de 1825. Peu avant, il avait également dirigé le bâtiment de quelques canonnières pour augmenter l’insignifiant pouvoir naval de la révolution de Mai : les brigantins Balcarce et General Belgrano et le sloop armé Correntina.

## Ses dernières années de service
Déjà colonel de marine, en 1821 il est Capitaine du port de Buenos Aires jusqu’en 1826. Le 3 février 1827 il sollicite et obtient sa retraite. Juan Bautista Azopardo est décédé le 23 octobre 1848 à Buenos Aires.

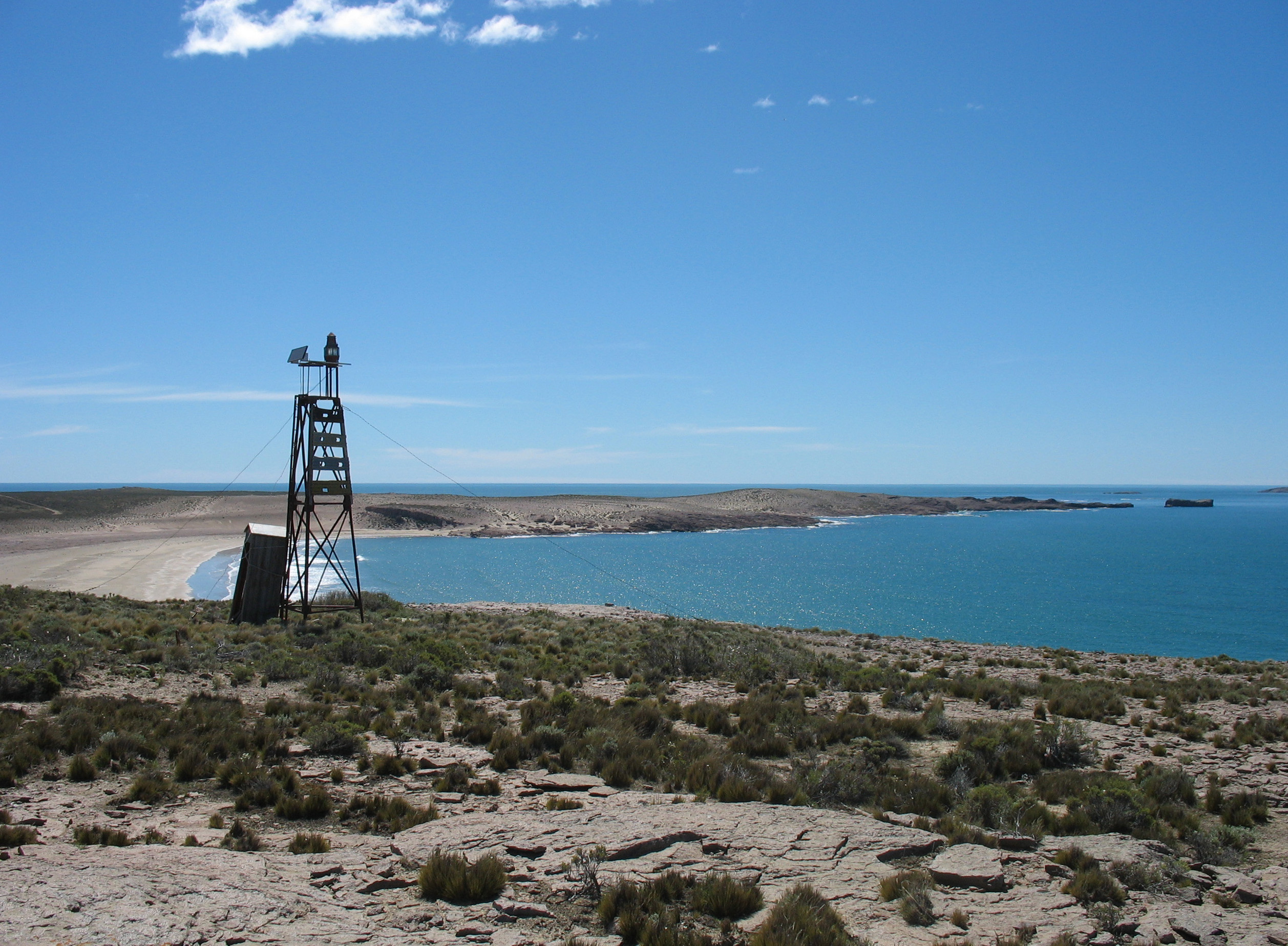
Vue de la pointe nommée Azopardo sur la côte de Patagonie

## Hommages
Quatre navires de la Marine Argentine ont porté son nom : un remorqueur et transport (1885), un remorqueur (1923), une frégate (1958) et un navire des gardes-côtes (1962). En Patagonie, dans la côte de la province de Santa Cruz il y a une pointe qui porte aussi son nom. Sur cette pointe existe une balise de la Marine Argentine qui porte le même nom.